# Opus Ensemble
Opus Ensemble foi um conjunto de câmara português, fundado em Agosto de 1980 pelo oboista e chefe de orquestra Bruno Pizzamiglio, a violetista Ana Bela Chaves, a pianista Olga Prats e o contrabaixista Alejandro Erlich Oliva é um conjunto de câmara português com um vasto curriculo de actuações internacionais, muito premiado e com vasta discografia.
Membro do Conselho Português da Música da UNESCO desde 1989, o grupo faz parte actualmente dos corpos gerentes dessa instiuição.
Após o falecimento de Bruno Pizzamiglio em Agosto de 1997, os seus colegas decidiram continuar a carreira do agrupamento em trio de violeta, contrabaixo e piano.
Em Agosto de 2005 reassumiu a sua formação instrumental de origem, com a incorporação permanente do oboísta português Pedro Ribeiro.
Em Agosto de 2010, a comemorar 30 anos de carreira, são dedicadas ao grupo duas novas obras, de Jorge Costa Pinto e Sérgio Azevedo. A SPA atribui-lhes o Prémio Pró-Autor.

## Atuações
Encetou uma actividade internacional que incluiu atuações em Paris, Toulouse, Luxemburgo, Londres, Madrid, Huelva, Varsóvia, Cracóvia, Nova York, Boston, Newport, Washington, Tóquio, Osaka, Macau, Pequim, Seul, Bangkok, Rio de Janeiro, Buenos Aires e Montevideo.

## Prémios
- Prémio da Crítica (1982 e 1984);
- Se7e de Ouro (1983);
- Troféu Nova Gente (1983 de 1986 e 1987);
- Grande Prémio do Disco Rádio Renascença (1988);
- Prémio Bordálo – Casa da Imprensa (1993);
- Diploma de Mérito Nova Gente (1994).
- Medalha de Mérito Cultural da República Portuguesa do Ministério da Cultura em 2005.

## Reportório e discografia

### Reportório
Desde a sua fundação, o agrupamento inclui nas suas actuações obras de compositores portugueses em todos os seus concertos, oferecendo assim uma inestimável contribuição para a difusão da cultura portuguesa no mundo.
Dedicaram-lhe obras os compositores portugueses: 
- Fernando Lopes Graça;
- Joly Braga Santos;
- Fernando Corrêa de Oliveira;
- João Pedro Oliveira;
- Jorge Peixinho;
- Constança Capdeville;
- António Pinho Vargas;
- António Victorino de Almeida;
- Laurent Filipe;
- Sérgio Azevedo;
- Clotilde Rosa;
- Eurico Carrapatoso
- Jorge Costa Pinto.

Espanhois:
- Ramón Barce;
- José Luis Turina

Argentinos:
- Gerardo Gandini;
- Celina Kohan;
- Alejandro Erlich Oliva;
- Gustavo Beytelmann;
- Alejandro Erlich Oliva;
- Fernando Altube;
- Astor Piazzolla.

Franceses:
- Maurice Ohana;
- Edith Canat de Chizy;
- Gerard Massias.

Outras nacionalidades:
- Egberto Gismonti (Brasil);
- Guido Donati (Itália);
- Vasco Martins (Cabo Verde)

### Discografia
A discografia do Opus Ensemble figura nos catálogos EMI (His Master’s Voice), EMI (Angel), EMI Classics, Numérica, RCA, Polygram, Portugalsom e Strauss—Portugalsom.
- EMI (His Master's Voice) 1405921

(℗ 1982 Valentim de Carvalho)
OPUS ENSEMBLE (LP) 
José Luis Castiñeira de Dios, SUITE ARGENTINA *
Arthur Honegger, PETITE SUITE (Instr. Bruno Pizzamiglio)
J. S. Bach, SONATA EM SOL MENOR (Ob, Vla e BC)
Michael Haydn, DIVERTIMENTO Perger nº 98 (Ob, Vla e BC)
- EMI (His Master's Voice) 1406111

(℗ 1983 Vecemi, Música e Discos, Lda.)
OPUS ENSEMBLE, Volume II (LP – Cassette)
G. F. Händel, SONATA EM SI BEMOL MAIOR (Ob, Vla e BC)
Alexander Tansman, PIÈCES DE FANTAISIE (Instr. Bruno Pizzamiglio)
Fernando Lopes Graça, SETE APOTEGMAS *
Marius Constant, TROIS COMPLEXES POUR PIANO AVEC CONTREBASSE
- EMI Angel CDP 7497312 / EMI Classics 724347180026

(℗ 1987-1998 EMI, Valentim de Carvalho, Música Lda.)
TEMAS DO CANCIONEIRO PORTUGUÊS À MANEIRA DO OPUS ENSEMBLE (CD)
PORTUGUESE FOLK SONGS AS PERFORMED BY OPUS ENSEMBLE
(Alejandro Erlich Oliva, Esboços de Câmara sobre Temas Tradicionais Portugueses)
- EMI Angel 7496622

(℗ 1988 EMI, Valentim de Carvalho, Música Lda.)
OPUS ENSEMBLE, Volume III (LP – Cassette – CD)
Astor Piazzolla, NUEVO TANGO SUITE 
(Revolucionário, Tango Seis, Contrabajíssimo; Transcr. do autor para o Opus Ensemble
G. Ph. Telemann, SONATA EM DÓ MENOR (Ob, Vla e BC)
Joly Braga Santos, SUITE DE DANÇAS *
Charles M. Löffler, RAPSÓDIA Nº 2 “LA CORNAMUSE” (Ob. e Piano)
- NUMERICA 1015

(℗ 1993)
OPUS ENSEMBLE 94 (CD)
António Victorino d'Almeida, TRÊS ANDAMENTOS À PROCURA DE UM QUARTETO *
Erik Satie, LA BELLE EXCENTRIQUE
Maurice Ohana, KYPRIS *
L. v. Beethoven, DUO EM DÓ MAIOR (Vla e Cb)
Leopold Mozart, SONATA EM SOL MAIOR
- EMI Classics 724355660725

(℗ 1998 EMI, Valentim de Carvalho, Música Lda.)
OPUS ENSEMBLE FOLC (CD)
Laurent Filipe, CENAS DO QUOTIDIANO *
Egberto Gismonti, REALEJO (Transcr. do autor para o Opus Ensemble)
Astor Piazzolla, LE GRAND TANGO (Vla e Piano)
Alejandro Erlich Oliva, TRÊS FRAGMENTOS ALUSIVOS *
Vasco Martins, CANTO CABOVERDIANO Nº 5 *
- STRAUSS Portugalsom SP 4350

(℗ 2001)
OPUS ENSEMBLE PLAYS PORTUGUESE CONTEMPORARY MUSIC
António Victorino D’Almeida, ROCK N’ ROLL Op. 108 * (Vla, Cb e Piano)
Alejandro Erlich Oliva, OITO ESTAMPAS PORTUGUESAS * (Vla, Cb e Piano)
Clotilde Rosa, CONTORNOS * (Vla, Cb e Piano)
Eurico Carrapatoso, SETE EPIGRAMAS A FRANCISCO DE LACERDA * (Vla, Cb e Piano)
Laurent Filipe, IN MEMORIAM * (Vla, Cb e Piano)
Sérgio Azevedo, RICORDO* (Vla, Cb e Piano)
- NUMERICA 1150

(℗ & © 2007 SPA)
OPUS ENSEMBLE 2007
Franz Joseph Haydn, SONATA Op. 11 nº 4 em Fá Maior
Ludwig van Beethoven, VARIAÇÕES PROMETHEUS Op. 43
Fernando Lopes Graça, GEÓRGICAS *
António Victorino D’Almeida, DE PROFUNDIS À MEMÓRIA DE BRUNO PIZZAMIGLIO
Participações Especiais:
- JO – 87/405

(℗ SPA 1987)
Obras de: Vasco Martins (LP)
Lado B: Mahabutas (Os Elementos) *
- Portugalsom CD 870025 PS

(℗ 1991 SEC, DGAC)
Obras de: Constança Capdeville (CD)
Faixa 2: Amen para uma ausência *
Faixa 3: In somno pacis (one for nothing) *
- RCA 74321205612

(℗ 1994 BMG, Ariola Lda. ℗ 1994 Polygram Discos S.A.)
Filhos da Madrugada (CD duplo)
Obras de: José Afonso
CD1, Fixa 10: “Era um redondo vocábulo” 
Arranjo: Alejandro Erlich Oliva
- POLYDOR 5338142

(℗ 1996 Polygram Portugal, S.A.)
TEMPO (CD)
Obras de: Pedro Abrunhosa
Faixa 11: Manhã
Voz: Carlos do Carmo
Arranjo: Alejandro Erlich Oliva
- RDP

(Radiodifusão Portuguesa. 2006)
CENTENÁRIO FERNANDO LOPES GRAÇA (1906-1994)
Caixa 10 CD– Gravações históricas / Historical Recordings
CD VII
Faixa 1: Sete Apotegmas Op. 223 *
Faixa 2: Geórgicas Op. 244 *
- EMI Music Portugal Lda. / PÚBLICO 094639140428

(℗2007 EMI Music Portugal)
OS GRANDES INTÉRPRETES – 50 ANOS DE MÚSICA (CD triplo)
(O Melhor da Música Portuguesa)
3º CD Faixa 11:
“Alecrim” de “Esboços de Câmara sobre Temas Tradicionais Portugueses *” 
de Alejandro Erlich Oliva
1. ↑  http://naoutramargemeuropa.blogspot.pt/2011/03/na-outra-margem-020311.html